# Елм-Гроув (Вісконсин)
Елм-Гроув (англ. Elm Grove) — селище (англ. village) в США, в окрузі Вокеша штату Вісконсин. Населення — 6513 особи (2020).

## Географія
Елм-Гроув розташований за координатами 43°2′51″ пн. ш. 88°5′13″ зх. д. / 43.04750° пн. ш. 88.08694° зх. д. (43.047520, -88.087029).  За даними Бюро перепису населення США в 2010 році селище мало площу 8,50 км², з яких 8,46 км² — суходіл та 0,05 км² — водойми.

## Демографія
Згідно з переписом 2010 року, у селищі мешкали 5934 особи в 2326 домогосподарствах у складі 1682 родин. Густота населення становила 698 осіб/км².  Було 2513 помешкання (295/км²).
Расовий склад населення:
| - 95,4 % — білих - 2,5 % — азіатів - 0,7 % — чорних або афроамериканців - 0,1 % — вихідців з тихоокеанських островів - 0,1 % — корінних американців |

До двох чи більше рас належало 1,0 %. Частка іспаномовних становила 2,0 % від усіх жителів.
За віковим діапазоном населення розподілялося таким чином: 23,9 % — особи молодші 18 років, 53,8 % — особи у віці 18—64 років, 22,3 % — особи у віці 65 років та старші. Медіана віку мешканця становила 48,5 року. На 100 осіб жіночої статі у селищі припадало 84,9 чоловіків;  на 100 жінок у віці від 18 років та старших — 81,9 чоловіків також старших 18 років.
Середній дохід на одне домашнє господарство  становив 146 347 доларів США (медіана — 114 755), а середній дохід на одну сім'ю — 173 416 доларів (медіана — 149 500). Медіана доходів становила 100 383 долари для чоловіків та 65 110 доларів для жінок. За межею бідності перебувало 2,2 % осіб, у тому числі 0,0 % дітей у віці до 18 років та 10,4 % осіб у віці 65 років та старших.
Цивільне працевлаштоване населення становило 2746 осіб. Основні галузі зайнятості: освіта, охорона здоров'я та соціальна допомога — 31,8 %, науковці, спеціалісти, менеджери — 14,8 %, фінанси, страхування та нерухомість — 11,5 %, виробництво — 10,8 %.